# Spilosoma vieui
Spilosoma vieui är en fjärilsart som beskrevs av De Toulgoët 1956. Spilosoma vieui ingår i släktet Spilosoma och familjen björnspinnare. Inga underarter finns listade i Catalogue of Life.